# 長生村 (徳島県)
長生村（ながいけそん）は、かつて徳島県那賀郡にあった村。現在の阿南市長生町。

## 沿革
- 1889年（明治22年）10月01日 - 町村制施行に伴い那賀郡上荒井村、赤谷村、大原村、大谷村、宮内村、三倉村、本庄村、西方村が合併し、長生村が発足。
- 1954年（昭和29年）03月31日 - 那賀郡富岡町、中野島村、宝田村、大野村（一部）と合併し、富岡町を新設して消滅。